# Racionalismo coruñés
El racionalismo arquitectónico coruñés se refiere a la corriente arquitectónica racionalista desarrollada en la ciudad española de La Coruña entre 1930 y 1959, en algunos casos combinada con otros estilos como el art déco o el academicismo.

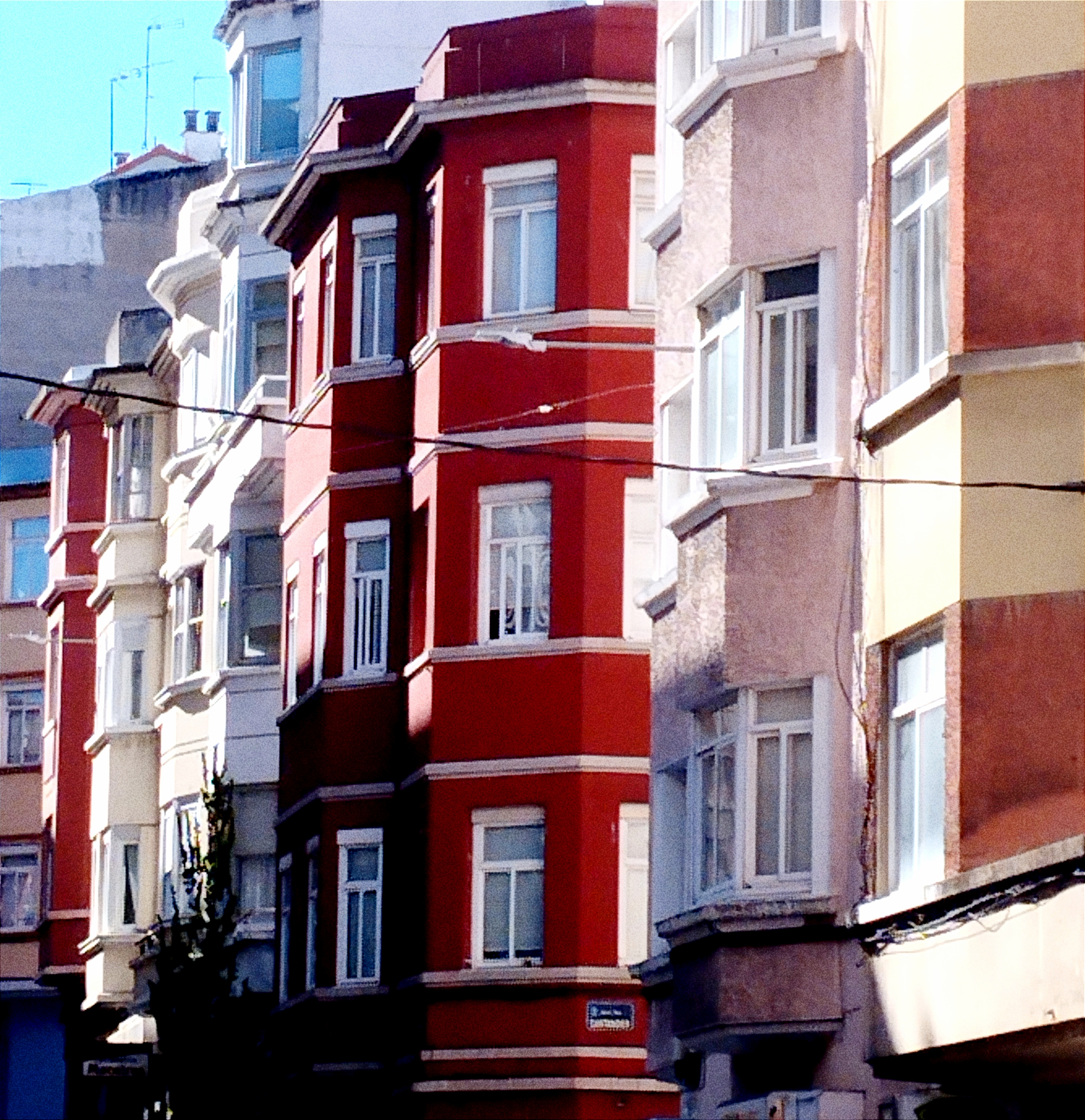
Edificio racionalista en la zona de «Os Mallos» de La Coruña.

## Inicios
Fueron sus iniciadores Santiago Rey Pedreira y Antonio Tenreiro Rodríguez. Este último, junto con Peregrín Estellés, de formación más ecléctica, supieron aprovechar todas las posibilidades expresivas que el reacionalismo les ofrecía.
La obra clave en la irrupción de la arquitectura racionalista en La Coruña es el edificio de viviendas Formoso y Cés (1930-1933) en la calle San Andrés 157, firmada por Pedro Mariño Ortega y Santiago Rey Pedreira.
A partir de 1935, impulsada por la «Ley Salmón», obra del político Federico Salmón, que favorecía la construcción de casas baratas para obreros y gracias a la mayor difusión de las técnicas de construcción en hormigón, La Coruña se convirtió en uno de los principales exponentes en España del estilo Salmón de corte racionalista. 

## Características
El racionalismo coruñés se caracteriza por tener un estilo marcado por la sobriedad decorativa y la construcción fácil que permitió a partir de 1935 el nacimiento de barrios en la ciudad como el de Os Mallos, As Atochas-Monte Alto y Santa Margarita, Cuatro Caminos, Riazor o A Gaiteira.
Esta nueva arquitectura destacaría tanto en sus formas y elementos como en los materiales empleados. Con el racionalismo aparecen los encofrados y los forjados de hormigón siendo comunes la presencia de amplios ventanales o las fachadas lisas, sin apenas ornamento.

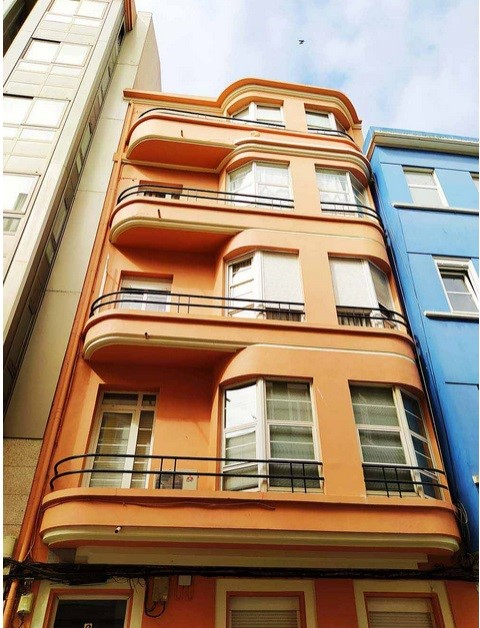
Edificio Racionalista de 1940 en la calle Antonio Viñes, 6 de La Coruña.

## Edificios
| - Casas Formoso y Cés (1930-1933). Pedro Mariño Ortega, Santiago Rey Pedreira. - Mercado de San Agustín (1932-1938). Antonio Tenreiro Rondríguez, Santiago Rey Pedreira. - Edificio para Francisco Soto (1934-1936). Obra de Antonio Tenreiro y Peregrín Estellés. Situada entre las calles Galera y Torreiro. - Casa Balas, situada en el extremo de la calle Ferrol y Arzobispo Lago González con Juan Flórez. Proyectada por el támdem Tenreiro-Estellés entre 1933-35. - Edificio Morán (1938). José Caridad Mateo. - Edificio para Bernardo González. Antonio Tenreiro y Peregrín Estellés. | - Casa Díaz Amil (1932-1935). Antonio Tenreiro y Peregrín Estellés. Situada en C/ Emilia Pardo Bazán n. 2 haciendo esquina con C/ Fernando González n. 3. - Conjunto urbano de 33 edificaciones racionalistas situadas entre Ronda de Outeiro, Avda. de los Mallos y Avda. de Arteixo (1955-1956). Santiago Rey Pedreira en colaboración con Juan González Cebrián. - Edificio en c/ Antonio Viñes n. 13. - Edificio en c/ Asturias n. 28 con Esquina C/ Noya n 2. Arquitecto: Antonio Tenreiro (1935). - Edificio en c/ Antonio Viñes n. 6 (1940.) - Edificio en c/ Oidor Gregorio Toivar n. 12 (1940). |

## Arquitectos
Arquitectos como Santiago Rey Pedreira, Juan González Cebrián, Antonio Tenreiro Rodríguez, Peregrín Estellés, Rafael González Villar,  José Caridad Mateo, Manuel Andrés Reboredo López, Ramiro Mariño Caruncho, Antonio Vicens Moltó, Adolfo de la Veiga y Juan Pan da Torre, desarrollaron proyectos en la ciudad de La Coruña donde se aprecia este estilo arquitectónico.